# Saana
Saana (nordsamisk: Sána) er et fjeld lidt øst for byen Kilpisjärvi i den nordvestlige del af Enontekis kommune i finsk Lappland.
Den højeste top ligger 1.029 meter over havet og ligger dermed 556 meter højere end den nærliggende sø Kilpisjärvi. Søen danner grænsen til Sverige. Tværs over søen er der udsigt ind i den svenske kommune Kiruna.
Fjeldet ligger lidt øst for Europavej E8, og det er et populært mål for vandrere. Fra Saana går der en 50 km lang vandresti til Halti, der er Finlands højeste fjeld.